# Артемио Франки (стадион, Сиена)
«Артемио Франки» (итал. Stadio Artemio Franchi) — муниципальный мультиспортивный стадион, находящийся в центре итальянского города Сиена. С момента открытия в 1923 году является домашним полем для одноимённого местного футбольного клуба. Ныне вмещает 15 373 зрителя.

## История
Официально арена была открыта в 1923 году. Своё нынешнее наименование стадион получил в честь известного итальянского футбольного функционера Артемио Франки.
Летом 2007 года коллектив подписал партнёрское соглашение с банком «Monte dei Paschi di Siena», в результате чего название организации стало составной частью имени стадиона.
Первый международный матч на «Артемио Франки» состоялся 17 октября 2010 года: со счётом 2:0 итальянцы в товарищеском матче обыграли команду ЮАР.
В марте 2011 года руководство «Сиены» запланировало постройку обновлённой клубной арены. Она расположена в южной части города, в районе Изола д'Арбия. Общая её вместимость насчитывает 20 000 человек.
За революционные решения в постройке спортивных сооружений архитекторы стадиона в том же году стали лауреатами престижной премии MIPIM AR Future Projects Award.